# José Luis Gutiérrez Valencia
José Luis Gutiérrez Valencia, dit Don Chelo, El 77, ou El Ojo de Vidrio (français : L'œil de verre), né en 1978 ou 1979 à Cotija et mort le 4 décembre 2017 à Tonalá, est un criminel mexicain qui travailla pour le cartel de Sinaloa et le cartel de Jalisco Nouvelle Génération.

## Biographie
José Luis Gutiérrez Valencia, surnommé Don Chelo, naît en 1978 ou 1979 et est originaire de Cotija, Michoacán. Il a plusieurs enfants, dont Christian Fernando Gutiérrez Ochoa, né le 23 octobre 1997, qui deviendra le petit-ami de Laisha Michelle Oseguera González, une des filles de Nemesio Oseguera Cervantes et José Luis « El Tolín » Gutiérrez Ochoa. Il serait aussi le père de la partenaire de Rubén Oseguera González, le fils de Nemesio Oseguera Cervantes,,,,.
José Luis Gutiérrez est arrêté le 7 janvier 2010 à Puerto Vallarta, Jalisco, en possession d'armes et de cocaïne. Les policiers chargés de son arrestation affirmèrent qu'il leur avait offert 46 260 pesos (environ 2 535 €), qu'il avait sur lui, contre sa liberté. A cette époque il se fait appeler Antonio Herrera Ochoa et travaille pour le cartel de Sinaloa. Il est détenu à la prison de Puente Grande dans le Jalisco (CEFERESO No. 2), au sein de laquelle il exerce visiblement un fort contrôle et y organise des fêtes,,.
Le 24 novembre 2017, il est libéré de la prison de Puente Grande et est alors membre du cartel de Jalisco Nouvelle Génération (CJNG). 10 jours plus tard, le 4 décembre, José Luis Gutiérrez est tué par la Marine mexicaine au ranch La Esperanza de Tonalá, Jalisco. Un de ses fils meurt aussi dans l'affrontement, ainsi qu'un soldat mexicain. La mort de Don Chelo est confirmée le lendemain par le bureau du Procureur Général de Jalisco,.

## Famille
Au moins trois des fils de José Luis Gutiérrez Valencia sont connus :
- Héctor Salvador Gutiérrez Ochoa, dit El Chavo : il devient après la mort de son père, en décembre 2017, le leader du cartel de Jalisco Nouvelle Génération à Guadalajara et Tonalá. Il disparait le 19 décembre 2017 près de Tlajomulco de Zúñiga, Jalisco. Certaines sources indiquent qu'il a été enlevé par la Marine mexicaine, ou par des individus portant son uniforme[6],[9],[10].
- José Luis Gutiérrez Ochoa, dit El Tolín : il est, d'après les autorités, le leader du cartel de Jalisco Nouvelle Génération à Guadalajara et Tonalá. Il aurait succédé à son frère Héctor Salvador. El Tolín est arrêté le 19 avril 2018 dans un golf de la Riviera Nayarita (en). Omar García Harfuch, qui est alors directeur de l'Agence d'investigation criminelle (d) mexicaine, joue un rôle dans sa capture et sera victime d'une spectaculaire tentative d'assassinat deux ans plus tard par le CJNG[6],[11],[12].
- Christian Fernando Gutiérrez Ochoa (né le 23 octobre 1997) : petit-ami de Laisha Michelle Oseguera González (fille de Nemesio Oseguera Cervantes)[13].

## Annexe

### Voir également
- Cartel de Sinaloa
- Cartel de Jalisco Nouvelle Génération
- Guerre de la drogue au Mexique